# Марджорі Тейлор Ґрін
Марджорі Тейлор Ґрін (англ. Marjorie Taylor Greene; нар. 27 травня 1974, Мілледжвіль, округу Болдуін, Джорджія) —  ультраправа, проросійський політик та підприємець, республіканський кандидат від 14-го округу Джорджія у Палату представників США на виборах 2020 року. Відзначилася тим, що публічно підтримала конспірологічну теорію QAnon у фейсбуці, хоча згодом заявила, що не підтримує теорію змови.
У березні 2022 року, на тлі вторгнення Росії до України, підтримала заяви російської влади про таємні біолабораторії в Україні.

## Життєпис
Марджорі Тейлор Ґрін народилася 27 травня 1974 року в місті Мілледжвіль, штат Джорджія (США). Закінчила Середню школу Південного Форсайта у місті Каммінґ в Джорджії, та Університет Джорджії, здобула ступінь бакалавра бізнес-адміністрування.

## Політика
Прихильниця Дональда Трампа та американської теорії змови QAnon. Публікувала в соцмережах відео, де розповідала про свої політичні погляди та висловлювала підтримку теорії QAnon. Прямолінійність допомогла їй завоювати серця десятків тисяч виборців, але її заяви про підтримку теорії QAnon викликали осуд та неприязнь у багатьох політиків, серед республіканців теж. Проте точка зору Марджорі Ґрін має багато прихильників серед виборців-республіканців. Пізніше Ґрін дистанціювалася від конспірологічної теорії QAnon.
Після першого туру голосування на виборах 2020 року Politico виявила відео, опубліковані Марджорі Ґрін, де вона висловила расистські, антисемітські та ісламофобські погляди. Марджорі Ґрін також називала Джорджа Сороса, єврейського бізнесмена, нацистом. Вона також заявила, що має місце «ісламське вторгнення у наші урядові установи».
18 січня 2021 року Twitter заблокував акаунт Ґрін терміном на 12 годин. Причиною стали численні порушення правил соцмережі. З 2 січня 2022 року акаунт Ґрін заблокований довічно.
3 травня 2024 року, за повідомленням видання The Hill, Марджорі Тейлор Ґрін вкрай обурилася публікацією на сторінках медіа Fox News, де її назвали «ідіоткою» за розвалювання Республіканської партії США та звинуватили в «пихатому егоїстичному шоуменстві».

### Вибори 2020 року
Спочатку Марджорі Ґрін балотувалася від 6-го округу до Палати Представників Конгресу США, але перейшла у 14-й округ, після того, як чинний член Палати представників Том Ґрейвс заявив, що не буде переобиратися.
На праймеріз Марджорі Ґрін обійшла свого колегу по партії, популярного нейрохірурга Джона Коуена. Марджорі Ґрін отримала 40 % голосів республіканців, у Коуена — 21 %, і має усі шанси перемогти на виборах, оскільки 14-й округ традиційно голосує за республіканців.
Виборчим гаслом Марджорі Ґрін є: «Врятуй Америку. Зупини соціалізм» (англ. Save America. Stop Socialism).

### Дональд Трамп і Джо Байден
Ґрін — активна прихильниця 45-го президента Дональда Трампа; 4 січня 2021 вона закликала відкликати сертифікацію результатів виборів у Джорджії. Коли її запитали, чи це відбилось би на її власному результаті, а також на результатах інших республіканців із Джорджії (яких було обрано тоді ж), Ґрін відповіла: «Ми говоримо лише про вибори президента».
Після другого імпічменту Дональда Трампа Ґрін зареєструвала постанову про імпічмент Джо Байдена, це відбулось наступного дня після інавгурації Байдена; ніхто не приєднався як співавтор.

### Політика щодо України
Неодноразово поширювала російські міфи про Україну, звинувачуючи Україну та українську владу у нацизмі.
16 березня 2022 року у своїй промові на платформі Rumble Марджорі Тейлор Ґрін зробила заяву, що вторгнення Росії в Україну це «тліючий протягом восьми років конфлікт, у якому мирні угоди регулярно порушуються обома сторонами». Вона також додала що, на її думку, Україна - «це країна, уряд якої існує лише тому, що Державний департамент Обами допоміг повалити попередній режим». Сайт з перевірки фактів FactCheck.org проаналізував обидва твердження і прийшов до висновку, що твердження про порушення угоди обома сторонами може бути технічно не зовсім хибним, проте являє собою серйозне спотворення реальності. Щодо другого твердження, FactCheck.org наводить думку експертів, які вважають це твердження смішним, абсурдним і ганьбливим, а також, що жодного разу США не проводили політики зміни режиму в Україні. 
3 листопада того ж року під час виступу на мітингу підтримки кандидатів, схвалених Трампом, у місті Су-Сіті, штат Айова, Марджорі Тейлор Ґрін зробила наступну заяву: «За республіканців жодного пенні не піде в Україну».
20 квітня 2023 року Марджорі Тейлор Ґрін разом з 18 іншими представниками республіканської партії США підписала листа президенту США Джозефу Байдену, в якому зазначається що «необмежена допомога Україні Сполученими Штатами Америки має бути припинена», і що ті, хто підписав листа, «рішуче виступатимуть проти всіх майбутніх пакетів допомоги, якщо ці пакети допомоги не будуть пов’язані зі прозорою дипломатичною стратегією довести цю війну до швидкого завершення».
17 квітня 2024 року Марджорі Ґрін запропонувала свої поправки до законопроєкту про фінансування України перед тим, як документ розгляне Палата представників 20 квітня, але згодом Конгрес відхилив її поправки до законопроєкту. Одна із поправок вимагала, щоб будь-який член Палати представників, який проголосував за законопроєкт про допомогу Україні, був зобов’язаний вступити в Збройні сили України. «Я маю на увазі, якщо ви хочете фінансувати війну, чому б вам не воювати в ній», – прокоментувала Ґрін, але згодом Конгрес відхилив її поправки до законопроєкту. 
1 травня 2024 року під час пресконференції біля будівлі Конгресу Ґрін витягла синьо-жовту кепку з написом MUGA (що перегукується з гаслом експрезидента Дональда Трампа Make America Great Again) – «повернімо Україні велич».

## Особисте життя
Марджорі Тейлор Ґрін перебуває у шлюбі з Перрі Ґріном, у подружжя троє дітей. З 2002 року вони з чоловіком володіють будівельною компанією «Taylor Commercial», яка базується в Альфаретта, штат Джорджія (США).